# Edwin Eugene Aldrin Sr.
Pour les articles homonymes, voir Aldrin.
Ne doit pas être confondu avec Buzz Aldrin.
Edwin Eugene « Gene » Aldrin Sr., né le 12 avril 1896 à Worcester et mort le 28 décembre 1974 à San Francisco, est un aviateur et un militaire américain de la Première et la Seconde Guerre mondiale.

## Biographie
Edwin Eugene (Gene) Aldrin Sr. est né le 12 avril 1896 à Worcester (Massachusetts),. Il suit une formation à l'université Clark, où il est diplômé en 1916 puis à l'Institut polytechnique de Worcester, d'où il sort diplômé l'année suivante. À l'université Clark, il étudie la science des fusées en suivant les enseignements de Robert Goddard.
Officier de l'armée américaine puis de l'armée de l'air américaine, il est commandant adjoint de la première école de pilotes d'essai de l'armée américaine à McCook Field, de 1919 à 1922, et y fonde l'école d'ingénieur qui est devenue plus tard l'Air Force Institute of Technology (AFIT) à la base aérienne Wright-Patterson.
Le prix Edwin E. Aldrin Sr. est remis à un diplômé de l'AFIT pour ses capacités de commandement et pour la réalisation des objectifs éducatifs de l'AFIT de manière exceptionnelle.
Il meurt le 28 décembre 1974, alors qu'il rend visite à sa fille à San Francisco. Il est enterré au cimetière national d'Arlington.
Il est le père de l'astronaute Buzz Aldrin (né Edwin Eugene Aldrin Jr.).